# قبيلة المنتفق

المنتفق هي قبيلة عربية تستوطن جنوب العراق في بادية البصرة وأريافها، أسست ما يعرف بإمارة المنتفق في العراق سنة 1530 م.

## نسب القبيلة
- هم بنو: المنتفق بن عامر بن عقيل بن كعب بن عامر بن صعصعة بن معاوية بن بكر بن هوازن بن منصور بن عكرمة بن خصفة بن قيس عيلان بن مضر بن نزار بن معد بن عدنان.[2][3] كما انضم إليهم تحت اسم المنتفق مجموعة من قبائل العرب، أهمها: آل السعدون، بنو مالك، وبنو سعيد، وآل أجود، والعليات، وآل حسن، وآل إبراهيم، وحجام، وبنو حطيط، وبنو أسد، وبنو ركاب، وخفاجية، وآل أزيرج، وآخرين.[4] وكان أساس هذا الحلف يتكون في أصله بين: المنتفق، الظفير، والعقيدات.[5]

## دخول المنتفق للعراق
دخلوا العراق مع الفتوحات الإسلامية واستقروا في منطقة آجام القصب بين البصرة والكوفة وقد تشتت بعد الحملة العثمانية بقيادة آياس باشا على البصرة عام 1546 م وبقي منها فرع واحد معروف وهو قبيلة بني سعيد. ومشيختها تاريخيا في أسرة بني معروف ثم في أسرة آل شبيب.

## تاريخ قبيلة المنتفق قبل الإمارة
- برز اسم المنتفق أيام الخلافة العباسية، حيث ذكر الشيخ أصغر شيخ المنتفق سنة 378 هـ الذي حارب القرامطة وانتصر عليهم انتصارا كبيرا وقتل قائدهم، وظل الشيخ أصغر رئيساً على المنتفق إلى أن توفي عام 410 هـ. يذكر ابن الأثير، الكامل بالتاريخ، أحداث سنة 378 هـ، ج7، ص: 434 (((في هذه السنة جمع إنسان يعرف بالأصفر من بني المنتفق جمعا كثيرا، وكان بينه وبين جمع من القرامطة وقعة شديدة، قتل فيها مقدم القرامطة، وانهزم أصحابه وقتل منهم وأسر كثير، وسار الأصفر إلى الاحساء، فتحصن منه القرامطة. فعدل إلى القطيف فأخذ ما كان فيها من عبيدهم، واموالهم، ومواشيهم، وسار بها إلى البصرة))). وسبب المعركة هو هجوم القرامطة على البصرة، يذكر العالم الشيخ محمد بن العلامة الشيخ خليفة بن حمد بن موسى النبهاني الطائي (كان هو ووالده مدرسين بالمسجد الحرام.. وهو معاصر للحرب العالمية الأولى وسبق له تولي قضاء البصرة)، وذلك في كتابه التحفة النبهانية في تاريخ الجزيرة العربية، قسم البصرة، ص: 282 (((وفي سنة (378) هجمت القرامطة على البصرة فنهبوا منها بعض الأغنام والمواشي. فلما سمع (الشيخ أصفر) رئيس المنتفق جمع عربه وعقب القرامطة فلم يلحقهم الا عند قرب الأحساء فأوقع بهم وقتل فيهم مقتلة عظيمة وغنم منهم وعاد مظفرا))).
- وفي حوادث عام 499 هـ اتفق المنتفق مع بني عمومتهم بني ربيعة بن عقيل بن كعب بن ربيعة بن عامر بن صعصعة وقاموا بمهاجمة البصرة ونهبوها. يذكر ابن الأثير، الكامل بالتاريخ، أحداث سنة 499 هـ، ج9، ص: 95 (((قد ذكرنا استيلاء الأمير صدقة على البصرة وأنه استناب بها مملوكا لجده دبيس بن مزيد اسمه التونتاش وجعل معه مائة وعشرين فارسا، فاجتمعت ربيعة والمنتفق ومن انضم إليها من العرب وقصدوا البصرة في جمع كثير فقاتلهم التونتاش فأسروه وانهزم أصحابه ولم يقدر من بها على حفظها فدخلوها بالسيف أواخر ذي القعدة وأحرقوا الأسواق والدور الحسان ونهبوا ماقدروا عليه وأقاموا ينهبون ويحرقون اثنين وثلاثين يوما وتشرد أهله في السواد))).
- وفي سنة 517 هـ قام المنتفق ومعهم حاكم الحلة دبيس بن صدقة الأسدي بمهاجمة البصرة فوجه اليهم الخليفة العساكر وهزمهم واخرجهم من البصرة. يذكر العالم الشيخ محمد بن العلامة الشيخ خليفة بن حمد بن موسى النبهاني الطائي (كان هو ووالده مدرسين بالمسجد الحرام.. وهو معاصر للحرب العالمية الأولى وسبق له تولي قضاء البصرة)، وذلك في كتابه التحفة النبهانية في تاريخ الجزيرة العربية، قسم البصرة، ص: 298 (((وفي سنة (517) عصى على الخليفة المسترشد بالله (حاكم الحلة) دبيس بن صدقة فحاربه الخليفة فهزمه وفر من الحلة والتجأ إلى عشائر المنتفق واتفق معهم فهجموا على البصرة ونهبوا الأموال فأرسل اليهم الخليفة جنودا تحت قيادة البرسقي فطردهم عن البلد وأمنها))).
- في سنة 532 هـ صدر الأمر من الخليفة بتعيين الشيخ معروف شيخ المنتفق والياً على البصرة. يذكر العالم الشيخ محمد بن العلامة الشيخ خليفة بن حمد بن موسى النبهاني الطائي (كان هو ووالده مدرسين بالمسجد الحرام.. وهو معاصر للحرب العالمية الأولى وسبق له تولي قضاء البصرة)، وذلك في كتابه التحفة النبهانية في تاريخ الجزيرة العربية، قسم البصرة، ص: 298 (((وفي سنة (532) أحيلت ولاية البصرة إلى الشيخ معروف رئيس المنتفق))).
- في عام 558 هـ انضم ابن معروف ومعه قبيلته إلى حملة السلطان محمد السلجوقي وذلك لمحاربة بني أسد الذين شقوا عصا الطاعة فهزموهم شر هزيمة واجلوهم عن ديارهم وسلمت بطائحهم إلى ابن معروف فدخلتها قبيلة المنتفق وشيخها ابن معروف (والي البصرة). يذكر ابن الأثير، الكامل بالتاريخ، أحداث سنة 558 هـ، ج9، ص: 464 (((في هذه السنة، أمر الخليفة باهلاك بني أسد، أهل الحلة المزيدية، لما ظهر من فسادهم، ولما كان في نفس الخليفة منهم، من مساعدتهم السلطان محمدا لما حصر بغداد، فأمر يزدن بن قماج بقتالهم، واجلائهم من البلاد، وكانوا منبسطين في البطائح واللوير، فلا يقدر عليهم، فتوجه يزدن اليهم، وجمع عساكر كثيرة من فارس وراجل، وارسل إلى ابن معروف، مقدم المنتفق، وهو بأرض البصرة، فجاء بخلق كثير، وحصرهم، وسكر عنهم الماء، وصابرهم مدة... فجد هو وابن معروف في قتالهم، والتضييق عليهم، وسد مسالكهم في الماء، فاستسلموا حينئذ فقتل منهم أربعة آلاف قتيل، ونودي فيمن بقي : من وجد بعد هذا في الحلة المزيدية، فقد حل دمه، فتفرقوا في البلاد، ولم يبق منهم بالعراق من يعرف، وسلمت بطائحهم إلى ابن معروف وبلادهم))).
- في سنة 616 أمر الخليفة الناصر بإجلاء المنتفق عن جنوبي العراق لما قاموا به من إفساد فاتجهوا إلى جنوبا ؛ حيث يشير ابن خلدون إلى أن تيماء أصبحت من مساكنهم، وذكر في صبح الاعشي أن المنتفق من قبائل المدينة المنورة التي كان يصدر لها مكاتبات من الدرجة السادسة «المجلس الأميري» (للمزيد من التفاصيل راجع من أخبار البادية في نجد من 500إلى 850 هجرية ص 64-ص 80).
- استطاع آل شبيب (المختلف في نسبهم بين أنهم أجداد آل سعدون وبين أنهم من آل فضل من قبيلة طيء) الاستيلاء على البصرة. وقد استمروا في حكم البصرة إلى أن أخذها منهم المشعشعون وكان آخر حكام البصرة من آل شبيب هو يحيى بن محمد بن مانع والذي قتل على يد السلطان محسن المشعشعي سنة 884 هـ. وظلت البصرة تحت حكم المشعشعون إلى أن أخذها منهم محمد بن مغامس بن صقر بن يحيى واستعاد حكم آبائه وأجداده وذلك سنة 915 هـ واستمر في حكم البصرة حتى وفاته سنة 934 هـ. أتى بعده أخاه راشد بن مغامس بن صقر واستطاع أن يضم كل من الاحساء والقطيف إلى حكمه. واستمر بعد ذلك آل شبيب في الحكم إلى نهاية عام 1546 م عند استولى العثمانيون على البصرة ثم الاحساء والقطيف عام 1553 م وقضوا على آل شبيب.